# Johnny (John Farnham)
Johnny è il quinto album di John Farnham, pubblicato nel 1972 per l'etichetta EMI.

## Tracce
1. "For Once in My Life" (R. Miller, O. Murden) - 2:52
2. "Band of Gold" (J. Taylor, B. Musel) - 2:29
3. "Stick of Incense" - 3:07
4. "Knock Three Times" (I. Levine, L.R. Brown) - 2:58
5. "Rag Mamma Rag" (R. Robertson) - 3:03
6. "Take Me to the Pilot" (B. Taupin, E. John) - 3:36
7. "Your Song" (B. Taupin, E. John) - 4:04
8. "Ma Cherie Amour" (S. Wonder, H. Cosby, S. Moy) - 2:47
9. "Something" (G. Harrison) - 3:41
10. "Summertime" (G. Gershwin, I Gershwin) - 4:15
11. "Rose Garden" (J. South) - 3:04
12. "This Must Be the End" (T. Green) - 3:33